# Marianne Nölle
Marianne Nölle (* 1938; † 2022) war eine deutsche Serienmörderin. In der umfangreichen Berichterstattung in den Medien wurde sie als der Todesengel von Köln bekannt.

## Tat
Dem Gerichtsurteil nach hat Nölle als Altenpflegerin während ihrer Arbeitszeit bis 1991 sechs Menschen aus Habgier getötet, wofür sie 1993 zu lebenslanger Freiheitsstrafe verurteilt wurde. Das Urteil wurde nach Revision beim Bundesgerichtshof 1994 rechtskräftig. Die Kriminalpolizei vermutete weitere Taten, diese wurden jedoch nicht gerichtlich aufgearbeitet. Nölle ging dabei immer nach dem gleichen Muster vor, indem sie ihren Opfern auf ungeklärte Weise eine tödliche Überdosis des Antipsychotikums Truxal (mit dem Wirkstoff Chlorprothixen), in manchen Fällen vermischt mit Diazepam, verabreicht hat. Die Ermittlungen, die zur Verhaftung Nölles im Frühjahr 1991 führten, wurden durch die Diebstahlsanzeige eines Angehörigen der von Nölle gepflegten und dabei zu Tode gekommenen 89-Jährigen Margarete E. ausgelöst.
Nölle bestritt, die Morde begangen zu haben. Ein von Nölles Rechtsanwalt Klaus Hindelang beim Toxikologen Claus-Peter Siegers in Auftrag gegebenes Gutachten aus dem Jahr 2001 zweifelte die Ergebnisse der im Gerichtsprozess verwendeten Gutachten an, da in anderen Fällen auch eine deutlich höhere Dosis von Chlorprothixen nicht tödlich wirkte.
Sie hat ihre Verbrechen nie gestanden. Sie starb am 28. Juli 2022 im Alter von 84 Jahren.

## Rezeption
Die Kriminaljournalistin Sabine Rückert führte im Podcast Die Zeit – Verbrechen den Fall als ein Beispiel dafür an, dass Mediziner bei einer Leichenschau oftmals Tötungsdelikte nicht erkennen.